# Scionecra planicercata
Scionecra planicercata är en insektsart som först beskrevs av Ludwig Redtenbacher 1908.  Scionecra planicercata ingår i släktet Scionecra och familjen Diapheromeridae. Inga underarter finns listade i Catalogue of Life.